# Ettore Castiglioni
Pour les articles homonymes, voir Castiglioni.
Ettore Castiglioni, né le 18 août 1908 à Ruffrè et mort le 12 mars 1944 au col de l'Ofen, est un grimpeur et alpiniste italien auteur de nombreuses premières importantes et rédacteur de guides pour le compte du Club alpin italien.

## Biographie
Ettore Castiglioni poursuit des études de droit avant de se consacrer à la montagne, principalement dans les Dolomites mais aussi dans le massif de Brenta, la chaîne des Pale di San Martino et les Alpes carniques. Il devient un excellent grimpeur pratiquant l'escalade libre et plusieurs parmi ses cinquante premières restent des « classiques ». Il participe également en 1937 à une expédition en Patagonie dont le but est la première tentative d'ascension du Fitz Roy. Menée par son ami et compagnon d'escalade l'alpiniste italien Aldo Bonacossa, l'expédition ne peut pas venir à bout des difficultés techniques des 400 derniers mètres de l'ascension.

### Premières
- 1933 - Face nord-est de la Cima Tosa avec Bruno Detassis
- 1934 - Spigolo sud-est du Sass Maor (2 814 m, chaînon des Pale dans les Dolomites), avec Bruno Detassis
- 1935 - Face sud du Piz Ciavazes  (2 831 m, Dolomites centrales) avec Luigi Micheluzzi
- 1936 - Face sud de la Marmolada di Rocca (3 309 m, Marmolada)[1] avec Giovanni Battista Vinatzer
- 1937 - Face nord du mont de Greuvettaz (massif du Mont-Blanc)
- 1937 - Face nord-ouest du Piz Badile avec Vitale Bramani

### Résistance et décès
En 1942, il est appelé sous les drapeaux et, comme sous-lieutenant des Alpins, il est instructeur auprès de l'école militaire alpine (it) d'Aoste. Après l'armistice du 8 septembre 1943, il adhère à la Résistance et rejoint le Comité de libération nationale.
Avec un groupe d'anciens frères d'armes, il organise un groupe de partisans sur l'Alpe Berio, au-dessus d'Ollomont en Valpelline. La position stratégique à la frontière italo-suisse et l'expérience alpiniste du groupe leur permet de sauver des centaines d'antifascites, parmi lesquels Luigi Einaudi, et des Juifs persécutés par les lois raciales fascistes, en les faisant passer vers la Suisse, par le col de la Fenêtre de Durand.
Mais en mars 1944 il est arrêté par la Garde fédérale suisse près du col de la Maloja, et est incarcéré cinq semaines à Martigny. Il réussit à s'évader, mais privé de ses affaires, il s'enfuit enveloppé dans une couverture et les pieds entourés de chiffons, et tente de regagner l'Italie par le val del Forno. Son corps est retrouvé trois mois plus tard au-dessous du col de l'Ofen.

## Ouvrages
Ettore Castiglioni fut l'auteur d'un grand nombre de guides alpins.
- Pale di San Martino. Gruppo dei Feruc, Alpi Feltrine, Guida dei Monti d'Italia, CAI-TCI, 1935.
- Odle, Sella, Marmolada, Guida dei Monti d'Italia, CAI-TCI, 1937.
- Guida sciistica delle Dolomiti, Edizioni Montes, Turin, 1942.
- Dolomiti di Brenta, Guida dei Monti d'Italia, CAI-TCI, 1949.
- Alpi Carniche, Guida dei Monti d'Italia, CAI-TCI, 1954.
- Il giorno delle Mèsules - I diari di un alpinista antifascista, Vivalda, 1993.  (ISBN 88-7808-105-1)